# Albrecht-Dürer-Denkmal

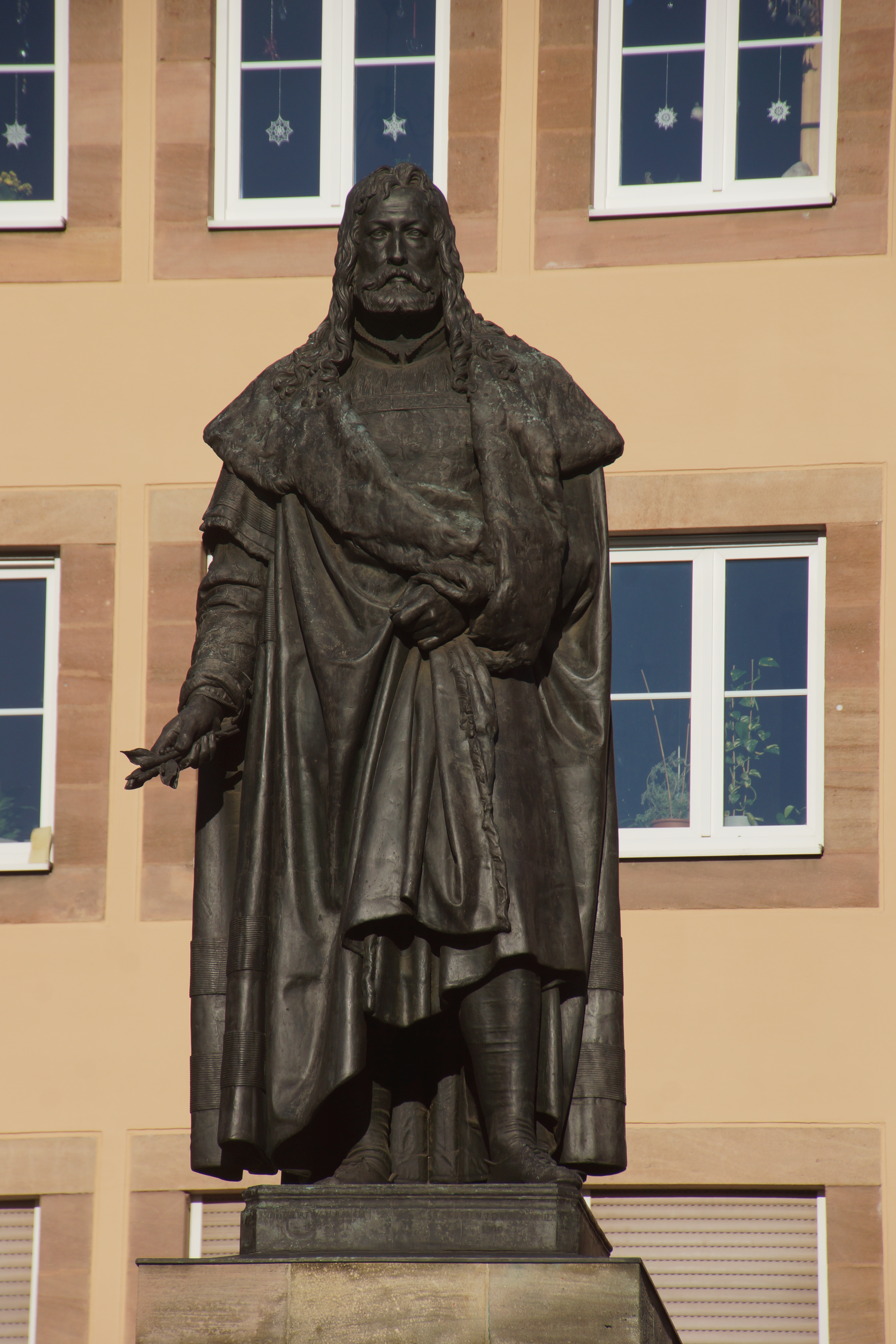
Albrecht-Dürer-Denkmal in Nürnberg

Das Albrecht-Dürer-Denkmal ist ein Standbild auf dem Albrecht-Dürer-Platz in Nürnberg. Geschaffen 1837 bis 1840 vom Bildhauer Christian Daniel Rauch, stellt es den deutschen Maler mit Pinsel, Stift und Lorbeerzweig in der rechten Hand dar. Es gehört zu den bedeutendsten Werken der klassizistischen Bildhauerei.

## Geschichte
Anlässlich des 300. Todestages Albrecht Dürers 1828 beschlossen der Nürnberger Magistrat und König Ludwig I. von Bayern, dem deutschen Maler ein Denkmal auf dem früheren Milchmarkt bzw. späteren Albrecht-Dürer-Platz zu errichten. Die Figur wurde 1837 bis 1840 vom Bildhauer Christian Daniel Rauch entworfen und vom Bronzegießer Jacob Daniel Burgschmiet ausgeführt. Die 2,95 Meter hohe Plastik stellt Dürer mit Pinsel, Stift und Lorbeerzweig in der rechten Hand dar.
Der alte Sockel wurde vom Architekten Friedrich von Gärtner entworfen, im Zweiten Weltkrieg beschädigt und danach durch den neuen Sockel ersetzt. Die vordere Inschrift lautete „ALBRECHT DÜRER.“, die hintere Inschrift „ERRICHTET AM XXI. MAI MDCCCXL.“. Am 21. Mai 1840 wurde das Standbild enthüllt.
Das Albrecht-Dürer-Denkmal gehört zu den bedeutendsten Werken der klassizistischen Bildhauerei. Es ist das erste Künstlerdenkmal Deutschlands.

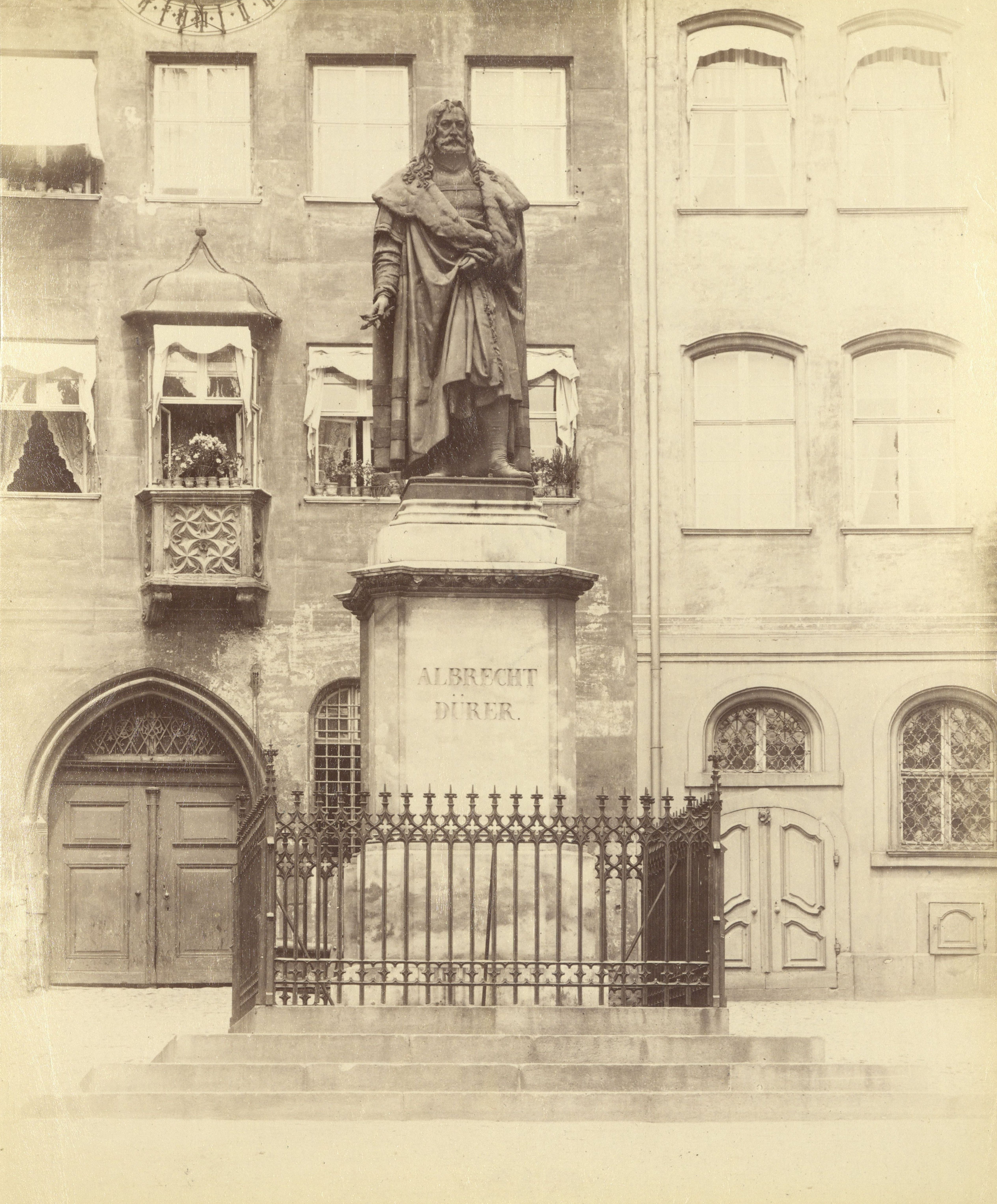
Denkmal mit altem Sockel
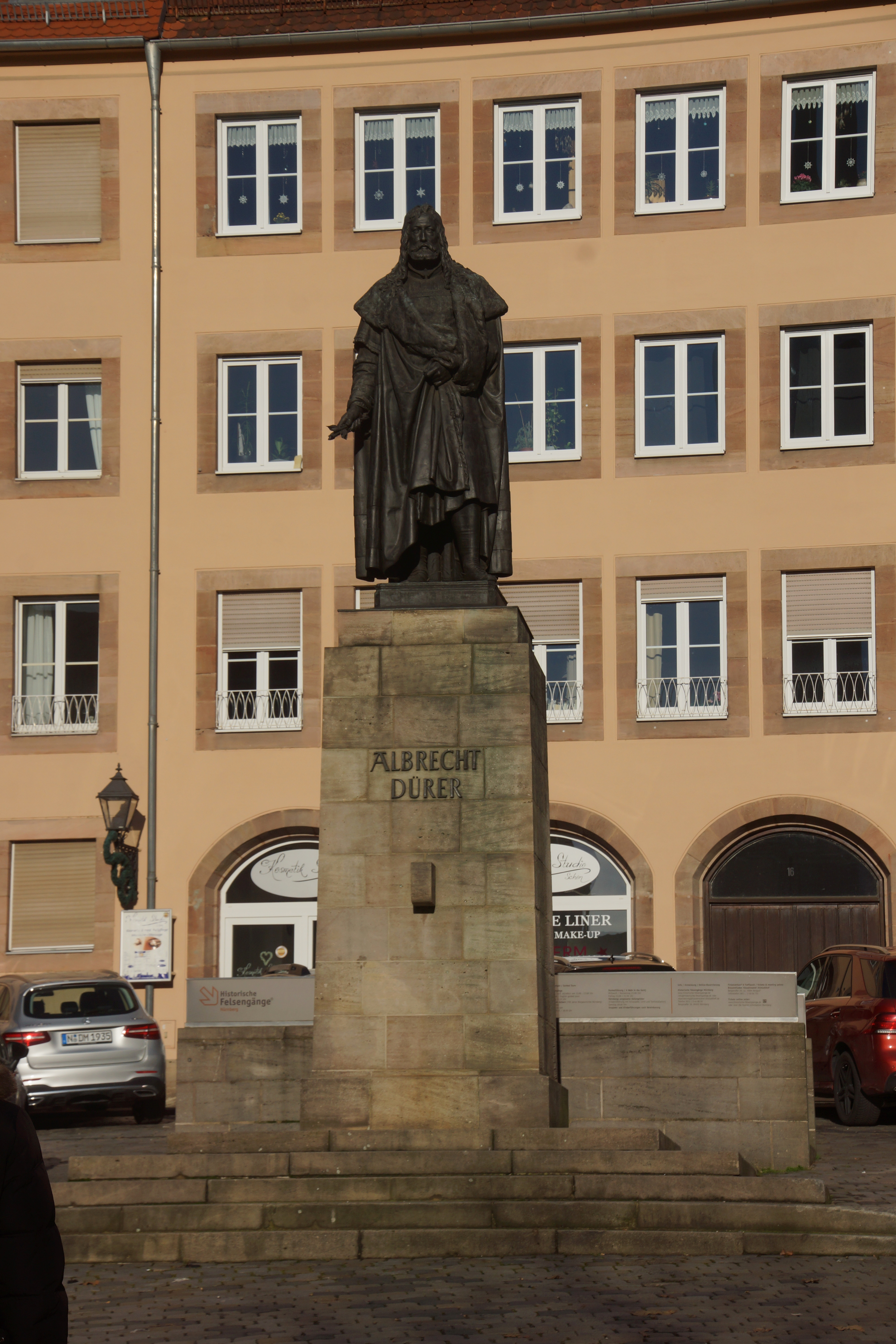
Denkmal mit neuem Sockel